# Rufloxacina
La  rufloxacina (nella fase sperimentale conosciuta anche con la sigla MF-934) è una molecola che appartiene alla classe dei chinoloni di seconda generazione. Le sue proprietà sono in gran parte sovrapponibili a quelle della ciprofloxacina. In Italia il farmaco è stato venduto dalla società farmaceutica Bracco S.p.A. con il nome commerciale di Tebraxin nella forma farmaceutica di compresse rivestite da 150 e 200 mg.

## Farmacodinamica
La molecola è caratterizzata da un ampio spettro di azione, simile a quello di altri chinoloni e comprendente un'ampia gamma di batteri Gram–positivi e Gram-negativi. La rufloxacina agisce inibendo in modo selettivo sia la DNA–girasi (conosciuta anche come topoisomerasi II) sia la topoisomerasi IV. Questi due enzimi sono fondamentali per la cellula batterica
sovraintendendo ai processi di duplicazione, trascrizione e riparazione dell'acido deossiribonucleico (DNA) nei batteri. La topoisomerasi IV separa le catene di DNA che deve essere replicato (cioè duplicato), prima che incominci la divisione cellulare batterica.
Il suo blocco comporta la mancata separazione del DNA e pertanto il processo di replicazione viene interrotto. Il batterio, quindi, non può più dividersi e replicarsi. La DNA girasi, d'altra parte, è deputata al superavvolgimento del DNA: quest'ultimo processo è cruciale affinché la molecola possa essere fatta rientrare nelle cellule di nuova formazione. Se ciò non si verifica si determina l'accumulo, all'interno della cellula batterica, di DNA in forma despiralizzata. Il blocco di entrambi i meccanismi enzimatici porta quindi alla morte del batterio.
La rufloxacina è attiva in particolare contro Escherichia coli, Salmonella, Klebsiella pneumoniae, Proteus mirabilis e Proteus vulgaris e gli Staphylococcus.

## Farmacocinetica
La rufloxacina, a seguito di somministrazione per os, è facilmente assorbita dal tratto gastrointestinale. A distanza di 3-4 ore dall'assunzione la concentrazione plasmatica massima (Cmax) è di circa 4 mcg/mL. Il composto si distribuisce ampiamente nei diversi tessuti biologici raggiungendo concentrazioni 2-3 volte superiori a quelle raggiungibili nel siero. In particolare nei fluidi e nei macrofagi alveolari le concentrazioni appaiono decisamente elevate (2-20 volte quelle plasmatiche) e si mantengono per diverso tempo. 
Il composto si lega alle proteine plasmatiche nella misura del 60% circa. L'emivita plasmatica della rufloxacina è di circa 35 ore. Il farmaco viene solo parzialmente metabolizzato nella ghiandola epatica attraverso una reazione di demetilazione con produzione di un metabolita microbiologicamente attivo.
L'eliminazione dall'organismo avviene in gran parte attraverso l'emuntorio renale (45-50%) e in parte tramite la via gastrointestinale e biliare (20%).

## Tossicologia
Studi eseguiti negli animali, e nello specifico nel ratto, nel topo e nel coniglio, hanno permesso di calcolare una DL50 per via orale pari rispettivamente a 3000 mg/kg, 1070 mg/kg e 650 mg/kg.

## Usi clinici
La rufloxacina trova impiego, in particolare, nel trattamento delle infezioni delle basse vie respiratorie e del tratto urinario, specie se sostenute da germi Gram-negativi.

## Effetti collaterali e indesiderati
Negli studi clinici durante il trattamento con l'antibiotico sono stati riscontrati alcuni eventi avversi, in particolare a carico dell'apparato gastrointestinale (dispepsia, nausea e vomito, diarrea) e del sistema nervoso (cefalea, agitazione psicomotoria, ansia, vertigini, insonnia, tremori, astenia).
La molecola può facilitare l'insorgenza di convulsioni in soggetti che hanno già una storia personale di epilessia o di fattori predisponenti alle convulsioni (ad esempio pregressi traumi cranici o ischemie cerebrali, encefalopatia multivascolare).

## Controindicazioni
Il composto è controindicato in soggetti con ipersensibilità individuale nota al principio attivo, ad altri farmaci della classe dei chinoloni, oppure a uno qualsiasi degli eccipienti contenuti nella formulazione farmacologica. È inoltre controindicato nei pazienti in età pediatrica o adolescenti ancora in fase di crescita, per il rischio concreto di lesioni a carico dell'apparato muscolo-scheletrico e di insorgenza di gravi forme di artropatia, in particolare a carico delle grandi articolazioni.
La rufloxacina non deve essere assunta da pazienti affetti da epilessia e da coloro che presentano alterazioni del sistema nervoso centrale (SNC), come ad esempio pregressi traumi cranici o cerebrali, pregresse encefaliti o meningiti, ictus cerebrale, che possono determinare un abbassamento della soglia convulsiva.

## Dosi terapeutiche
Nei soggetti adulti il dosaggio raccomandato è pari a 400 mg (2 compresse) in monosomministrazione, il primo giorno, seguiti poi da 200 mg (1 compressa) al giorno nei giorni successivi di trattamento. La durata del trattamento è in relazione alla risposta clinica ed alle caratteristiche del processo infettivo, normalmente compresa tra 5 e 10 giorni.
Si deve tenere presente che in presenza di alterata funzionalità renale è necessario ridurre la frequenza di assunzione della rufloxacina in proporzione al grado di insufficienza renale.

## Interazioni
- Antiacidi a base di idrossido di alluminio o di magnesio: la contemporanea assunzione di rufloxacina e di queste sostanze comporta una riduzione dell'assorbimento dell'antibiotico.[11]
- Teofillina: contrariamente ad altri chinoloni la contemporanea somministrazione di rufloxacina e teofillina non sembra comportare interazioni significative.[12][13]